# Eubranchipus holmanii
Eubranchipus holmanii är en kräftdjursart som först beskrevs av John Adam Ryder 1879.  Eubranchipus holmanii ingår i släktet Eubranchipus och familjen Chirocephalidae. Inga underarter finns listade i Catalogue of Life.